# Urlândia
Urlândia és un barri de la ciutat brasilera de Santa Maria, Rio Grande do Sul. El barri està situat al districte de Sede.

## Villas
El barri amb les següents villas: Parque Residencial São Carlos, Urlândia, Vila Formosa, Vila Santos, Vila Tropical, Vila Urlândia.

## Galeria de fotos
| Patronato Renascença | Duque de Caxias / Uglione | Uglione Nossa Senhora Medianeira Dom Antônio Reis |
| São Valentim         |                           | Dom Antônio Reis                                  |
| São Valentim         | Lorenzi                   | Dom Antônio Reis Tomazetti Lorenzi                |